# Собеська-Воля-Перша
Собеська-Воля-Перша (пол. Sobieska Wola Pierwsza) — село в Польщі, у гміні Кшчонув Люблінського повіту Люблінського воєводства.
Населення — 555 осіб (2011).

## Демографія
Демографічна структура станом на 31 березня 2011 року:
|          | Загалом | Допрацездатний вік | Працездатний вік | Постпрацездатний вік |
| -------- | ------- | ------------------ | ---------------- | -------------------- |
| Чоловіки | 282     | 49                 | 183              | 50                   |
| Жінки    | 273     | 48                 | 126              | 99                   |
| Разом    | 555     | 97                 | 309              | 149                  |